# T-DOXC
T-DOXC is een compositie van Knudåge Riisager; de werktitel was L’avion. De titel verwijst naar een vliegtuig; zowel vliegtuig als compositie verdween al snel uit zicht.

## Muziek
In het werk, aangeduid als poème mécanique in plaats van poème symphonique, beeldde Riisager het gevoel uit dat hij kreeg bij het verschijnen van een Farman F.121 Jabiru aan de horizon, de nadering ervan en uiteindelijk het verdwijnen van het vliegtuig aan de andere horizon. Het omschreven vliegtuig werd in mei 1926 in dienst genomen door Det Danske Luftfartsselskab AS. Dacapo legt een verbinding met het futurisme (verwerking van industrialisatie vertaald naar kunst) en een uitvoering van Arthur Honeggers Pacific 231 in maart 1926 in Kopenhagen. Het werk is opgedragen aan collega-componist Ebbe Hamerik, zoon van Asger Hamerik.
T-DOXC ging in première op 2 september 1927 in de concertzaal van Tivoli onder leiding van Frederik Schnedler-Petersen. 

## Vliegtuig
T-DOXC was het kenmerk van een vliegtuig uit een serie Farman 121. De door de overheid gesubsidieerde Det Danske Luftfartselskap AS mocht na een proefexemplaar er uiteindelijk vier bestellen:
- T-DOXB, genaamd Jylland, werd vanuit Frankrijk geleverd in 1925 als proefexemplaar; het werd na de proefvlucht geretourneerd naar Frankrijk en in 1926 gekocht; in 1931 werd het gesloopt;
- T-DOXC, genaamd København, werd geleverd vanuit Frankrijk in augustus 1926 en vloog tot 1931;
- T-DOXD, genaamd Sjælland, werd gebouwd in Denemarken, tijdens een vlucht naar Hamburg kwam het toestel zonder brandstof te staan; de piloot wist het aan de grond te zetten, maar het vliegtuig werd daarbij dusdanig beschadigd dat het nooit meer vloog
- T-DOXF, genaamd Fyen werd in Denemarken gebouwd en in 1931 uit het bestand gehaald en gesloopt.